# ویلیام آیث
ویلیام آیث (انگلیسی: William Eythe؛ ۷ آوریل ۱۹۱۸ – ۲۶ ژانویهٔ ۱۹۵۷) یک هنرپیشه اهل ایالات متحده آمریکا بود.
او در شهر کوچک «مارس» در ۲۵ مایلی پیتسبرگ، پنسیلوانیا زاده شد و از همان کودکی به بازیگری علاقه‌مند بود. ویلیام دانش‌آموختهٔ دانشگاه کارنگی ملون در رشتهٔ بازیگری است و مدتی را به نوشتن نمایش‌نامه می‌پرداخت که برخی از آنها موفق بود و حتی در «تئاتر برادوی» به روی صحنه رفت.
با آنکه شایع بود وی در هالیوود با هنرپیشگانی چون آن بکستر، جون هیور و مارگارت وایتینگ در ارتباط است، اما واقعیت آن بود که وی گِیْ بود و با هنرپیشهٔ جوان «لان مک‌کالیستر» رابطه داشت. سرانجام او با هنرپیشه‌ای به نام «باف کاب» ازدواج کرد که ازدواجی ناموفق بود و به طلاق انجامید. او در سن ۳۸ سالگی و به دلیل ابتلا به هپاتیت در لس آنجلس درگذشت.

## گزیدهٔ فیلم‌شناسی
- آقای بی‌ملاحظه
- رسوایی سلطنتی (۱۹۴۵)
- خانهٔ خیابان نود و دوم (۱۹۴۵)
- ویلسون (۱۹۴۴)
- آوای برنادت (۱۹۴۳)
- حادثه اوکس‌بو (۱۹۴۳)